# Rolando Blackburn
Rolando Manrique Blackburn Ortega (Panama, 9 gennaio 1990) è un calciatore panamense, attaccante dell'UMECIT FC e della Nazionale panamense.

## Palmarès

### Club

#### Competizioni nazionali
- Campionato panamense: 1

Tauro: Clausura 2010